# 1799年2月28日の海戦
1799年2月28日の海戦（1799ねん2がつ28にちのかいせん、英語: Action of 28 February 1799）は、フランス革命戦争における小規模な海戦。ベンガル湾、フーグリー川河口にてフランス海軍のフリゲートフォルトとイギリス海軍のフリゲートシビルの間で戦われた。フォルトはイギリス領インドのカルカッタ港から出港するイギリス商船を襲撃するという通商破壊活動を行ったが、そのような活動をする艦船としては大型であり、火力も強かった。イギリスはマドラスからシビル号を派遣してフォルト号を追った。シビル号の艦長エドワード・クックは釈放されたイギリス人捕虜からの情報に基づき、1799年2月28日の夜にバーレーシュワル沖を航行していたが、遠方の砲火でフォルト号に気づいた。このとき、フォルト号は直近に拿捕したイギリス商船2隻とともにフーグリー川河口の砂州で錨を下ろしていた。
理由は不明ながら、フォルト号の艦長ユベル・ル・ルー・ド・ボーリューはシビル号からの攻撃を受ける準備をせず、シビル号の舷側砲からの側面射撃を受けて早々に戦死した。しかしフォルト号の船員はその後2時間以上もの間抵抗を続け、3分の1以上の船員が死傷したうえ、船自体がボロボロになってようやく降伏した。クックは戦闘がもっとも白熱化したときにぶどう弾に撃たれて負傷、3か月後に死亡したが、イギリス側のそれ以外の損害は少なかった。戦闘後、クックに代わって指揮を執ったルーシャス・ハーディマン大尉（Lucius Hardyman）はシビル号とフォルト号を修理したが、フォルト号に拿捕されていた商船2隻はフランスの拿捕艦船回航員が乗船しており、機に乗じて逃走した。ハーディマンはシビル号とフォルト号をカルカッタに入港させた。フォルト号はその後同じ名前でイギリス海軍に編入されたが、2年後に紅海で難破した。

## 背景

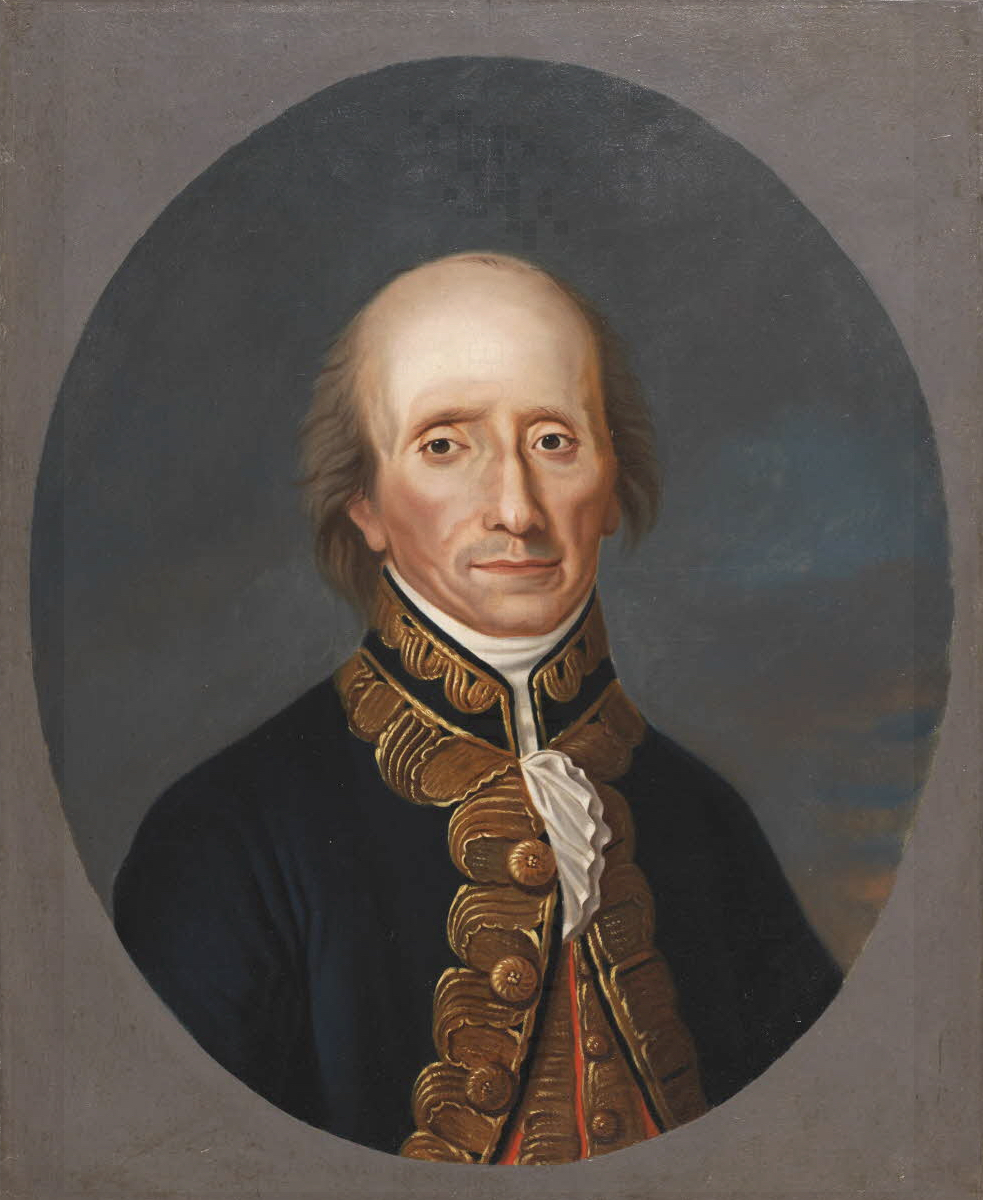
アンヌ＝ジョセフ＝イッポリト・ド・モーレ・ド・マラルティック

1796年春、イギリス海軍は東インドで制海権を握っていた。フランス海軍はフランス島（現モーリシャス）のポール＝ルイにてフリゲート2隻を有する程度であり、しかもイギリス海軍に緩いながら海上封鎖されていた。1796年4月、ピエール・セザール・シャルル・ド・セルシー海軍少将率いるフリゲート4隻が増援としてフランスのロシュフォールから派遣された。増援艦隊はイギリスの海上封鎖をかいくぐって7月にフランス島に到着、同年夏の間に東へ航行して東インドにおけるイギリスの貿易港を襲撃しようとした。フランス艦隊は9月9日にスマトラ島北東沖でイギリス艦隊に迎撃され、追い払われた後、バタヴィアで冬を越した。フランス艦隊は1797年1月に再び出港、1月28日にバリ海峡で中国からコロンボに向かっていたインディアマン6隻に遭遇した。このバリ海峡事件ではイギリス側の指揮官がセルシーを騙して、艦隊が商船ではなく軍艦で構成されていたことを信じ込ませたことで、セルシーはフランス島に撤退した。
セルシー艦隊の旗艦は40門フリゲートのフォルト（艦長は老齢のユベル・ル・ルー・ド・ボーリュー大佐）だった。フォルトは戦列艦の船体と肋材から作られており、重さは1,400トン（bm）で特注のフリゲートとしては当時最大だった。フォルトの主砲列は24ポンド砲28門で構成されており、そのような重い武器を積載できるフリゲートとしては史上2隻目（1隻目はポモーヌ）だった。上甲板には8ポンド砲14門、後甲板には36ポンドのカロネード砲8門が配備されており、さらに1ポンド旋回砲8門が備えられた。船側には砲弾の裂片を防ぐべくコルク材が敷き詰められており、これは甲板をネットで覆って船員を裂片から守るという一般的な対策とは大きく異なる。しかし船員の紀律は悪く、セルシーも老齢のボーリューの能力を疑問視した。
セルシーがフランス島に戻った後、フランス艦隊は解体され、1797年から1798年にはフリゲート4隻が本国に召還された。これはフランス島がセルシー艦隊を維持するための修繕材、人員、食料を供給できなくなったためだった。フランス島の植民地議会も総督アンヌ＝ジョセフ＝イッポリト・ド・モーレ・ド・マラルティックも本国の総裁政府を嫌っており、艦隊の解体をむしろ推進した。残っている船員が命令を聞かなくなりつつあるため、セルシーは1798年秋にフォルト号とプルデント号（フォルトと同じくフリゲート艦）を通商破壊活動に送り出し、ベンガル湾で一定の成果を上げた。フォルトとプルデントがフランス島に戻ってきた頃にはセルシーがバタヴィアに向かっており、フォルトとプルデントもバタヴィアに向かわせる命令を伝言として残している。しかしド・マラルティックはセルシーの命令を取り消し、代わりにプルデントを海賊に私掠船として売却、フォルトにはベンガル湾での活動を続けるよう命じた。セルシーは激怒したが、ド・マラルティックの決定を覆すことはできなかった。
1799年初、ベンガル湾の守備はほぼがら空きだった。イギリス海軍の指揮官ピーター・レイニア少将が艦隊のほとんどを引き抜いて紅海に向かい、ナポレオン・ボナパルトによるエジプト戦役に参戦したためであり、ベンガル湾には貿易船保護のためにフリゲート1隻を残しただけだった。このフリゲート1隻とは1794年のミコノスの海戦でフランスから拿捕した40門艦シビル号である。重さ1,000トン（bm）以上、主砲列が18ポンド砲28門で9ポンド砲6門、32ポンドのカロネード砲14門も配備されており、強い艦船ではあったがフォルトよりはるかに弱かった。シビル号がカルカッタに駐屯している間、多くの船員が病気に陥ったため船員不足の状態にあった。船員の補充として、フリゲートのフォックス号の船員とスコッツ旅団の兵士が一部派遣されてきた。シビル号の指揮官は1793年にフランスのトゥーロン港の降伏を交渉したエドワード・クック大佐であり、交渉の最中には市内の共和派に処刑される恐れさえあったという。トゥーロンの降伏によりトゥーロン攻囲戦が起こり、フランスの地中海艦隊の半分近くが破壊される結果となった。また1798年1月にはクックの指揮するシビル号がマニラ奇襲を成功させた。

## 戦闘

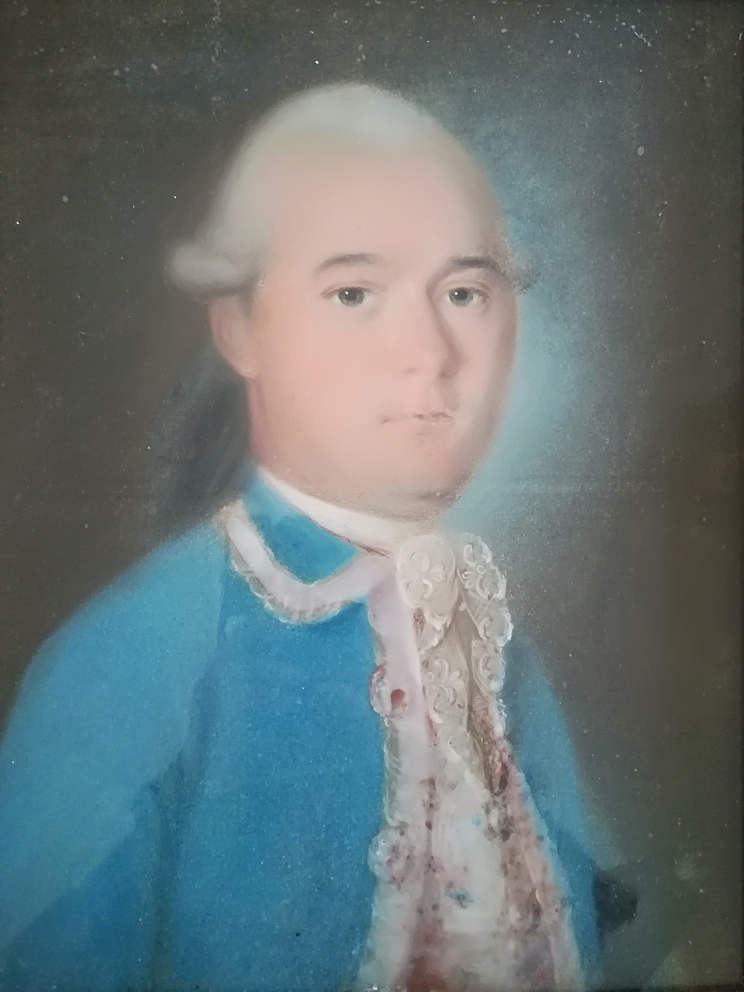
ユベル・ル・ルー・ド・ボーリュー

フォルト号による襲撃は最初は大きな成果を上げた。というのも、フォルトが襲撃を行った時期はいつもの襲撃の時期の後であり、フーグリー川河口を航行した貿易船はボーリューの襲撃に対する用意ができていなかった。その結果、フォルト号は現地の貿易会社の艦船リカバリー（Recovery）、ヤーマス（Yarmouth）、チャンス（Chance）、サプライス（Surprise）を次々と拿捕した。この成功には代償もあり、ボーリューが拿捕艦船回航員に船員143名を出したためフォルト号の船員は4分の3に減った。またケープ植民地からやってきて、護衛がスケプター号1隻のみの大船団も見逃してしまった。一方で2月28日には広東システムに基づく貿易をしていたインディアマン船エンデヴァー（Endeavour）とロード・モーニントン（Lord Mornington）がバーレーシュワル沖でフォルト号の艦首砲からの砲撃を受けて拿捕された。このとき、シビル号はインド総督の第2代モーニントン伯爵リチャード・ウェルズリーをマドラスに護送し、カルカッタに戻っている道中であり、フォルト号の砲火に気づいた。シビル号はモーニントン伯爵を護送した後、2月19日にフォルト号を探すとの指令を受けて出港していた。2月23日、クックはボーリューがマドラスへ派遣したカーテル船（捕虜交換船）に遭遇し、26日にカーテル船をバーレーシュワルに入港させた。28日の20時半、シビル号は南東へ航行している最中、北東からの閃光に気づいた。最初は落雷と思われて無視されたが、閃光が21時まで続いたため、クックは落雷ではないと考え、シビル号の進行方向を北東に変えて調査を開始した。
21時半にはフォルト号とフォルト号に拿捕された商船がシビル号からも見えるようになり、特にフォルト号はかなり明るく見えた。このときの風向は南西からの微風であり、クックは戦闘に有利な風上をとるべく西方へ移動した。フォルト号はかなり明るかったものの、より暗いシビル号の帆が明らかに見える程度であった。しかしボーリューは戦闘の準備を指示しなかった。その理由は士官の警告にもかかわらずインディアマンが接近しているだけと考えたか、シビル号を確実に倒せるよう接近させるためかと推測される。
真夜中ぐらいになると、フォルト号はシビル号の風下に緩やかに移動し、遠距離からシビル号の艦首に片舷斉射をした。商船に乗っていた拿捕艦船回航員たちもそれぞれ砲撃した。しかしシビル号は船首三角帆を除きほとんど無傷であり、引き続き暗闇の中を静かに前進し、0時45分にはフォルト号の船尾から25ヤード (23 m)のところまで前進して、フォルト号の側面への片舷斉射を行ったうえ、フォルト号と並ぶところに前進してもう一度側面への片舷斉射を行った。さらにシビル号の船員がマスケット銃をフォルト号の甲板に向けて斉射した。フォルト号は壊滅的な損害を被り、大砲の多くが粉砕され、多くの人員が死傷した。死者にはボーリューとその副官も含まれた。
シビル号の攻撃を凌いだフォルト号の船員は破壊されていない大砲で片舷斉射をしたが、その1回目は大半が海中に消え、しかも一部が商船のほうに飛んで行った。フォルト号の船員が高く狙いすぎたため、シビル号に当たった砲弾も艤装に損傷を与える程度であり、一方シビル号からの斉射はフォルト号の船体に直撃した。理由としてはフォルト号の砲尾の下にある楔が3日前にかんなにかけられたばかりだったことと、砲手の不足により上甲板の大砲の多くに砲手がついていないことが挙げられる。またフォルト号の砲手は遠い商船への威嚇射撃に慣れており、至近距離での戦闘では大砲の照準を低くする必要があることに気づかなかった可能性もある。
以降の2時間半の間、シビル号もフォルト号も近距離での砲撃を続け、1時半にはクックにぶどう弾が当たって指揮できなくなり、副官のルーシャス・ハーディマン（Lucius Hardyman）が引き継いだ。やがてフォルト号からの砲撃がだんだんとまばらになり、2時半に完全に停止した。このときにはフォルト号で使える大砲が4門しか残っていなかった。ハーディマンはフォルト号が投降したかと大声で聞いたが、返答がなかったため片舷斉射を命じた。2度目の呼びかけにも応答はなかったが、フォルト号の船員が艤装を直そうとしたところが見えた。ハーディマンはフォルト号の逃走を恐れて帆柱への砲撃を命じた。フォルト号の帆柱は相次いで倒れ、午前3時にはすべての帆柱が破壊された。フォルト号が完全に無抵抗になったことで、フォルト号に乗っていた捕虜のイギリス商人が甲板の下から現れ、ハーディマンの副官ニコラス・マンジャー（Nicholas Manger）がフォルト号の降伏を正式に受け入れられるよう船載ボートをよこすことを求めた。

## その後
フォルト号の損傷は夥しかった。シビル号に面した側と船尾は砲火でひどく損傷し、喫水線上に300か所以上の孔が開いた。帆柱のほか、隔壁が壊され、甲板にある備品はすべて砕片と化した。艦長ボーリューを含む船員65名が戦死し、約80名が負傷した。船員の3分の1以上が死傷したとされ、負傷者の多くが切断の影響で死亡した。シビル号の損害はフォルト号よりはるかに軽く、数時間にわたる戦闘で帆柱に当たった砲弾はわずか6枚だった。大砲1門が失われ、もっとも重い物的損害は丸弾の当たったクックの船室で、備品の大半が消し飛んだ。帆柱と艤装の損傷も大半が表面の損傷だった。船員の死傷は戦死5、負傷17（クックを含む）であり、クックは左手を撃たれ、銃弾が脊柱近くから体を抜いた。このほかに右手と胸にも怪我があった。クックはこの後3か月ほど苦しみつつ衰弱し、5月25日にカルカッタで死亡、最高の軍葬の礼をもって埋葬されて記念碑が建てられた。その後、ウェストミンスター寺院にも記念碑が建てられた。
戦闘直後、ハーディマンはフォルト号に拿捕された商船を取り戻そうとしてフランスの国旗を掲揚した。ロード・モーニントン号はシビル号に接近したが、シビル号がこれを追うとたちまち逃亡し、シビル号の船員が疲弊していたこととクロジャッキ（大横帆）を失ったことにより追撃できなかった。フォルト号は錨をすべて失っており、シビル号に縛り合わせられた。続く2日間を修理、特にフォルト号に仮帆装をつけることに費やした後、ハーディマンはフーグリー川を上ってカルカッタに戻ることを命じた。ハーディマンには戦勝の功が認められ、海尉艦長（commander）、次いで勅任艦長に昇進した。フォルト号は名前はそのままでイギリス海軍に編入され、ハーディマンを艦長とする44門5等艦となった。フォルト号はその後もハーディマン艦長のもとインド洋を転戦したが、1801年6月にジッダ近くの紅海海岸で難破した。
海戦から50年近く経過した後、イギリスの海軍本部は海戦に参加したイギリス軍人のうち1847年時点で存命の人物にメダルを授与した。このメダルとは海軍従軍記章であり、"SYBILLE 28 FEBRUARY 1799"と刻まれたメダルバーがついていた。
イギリスの歴史学者はクックによる徹底した砲撃訓練の結果、シビル号からの攻撃が極めて熟練しており、これに兵士からのマスケット銃射撃が加わったことでフォルト号の砲手の命中率が下がったと評している。海軍史家ウィリアム・ジェームズによれば、「シビル号とフォルト号の海戦では双方ともに勇敢にたたかったが、優れた戦術をもって戦ったのは片方だけだった。それはすなわち弱い方であり、優れた戦術を行使したことで最終的な成功を収めた」という。